# Orobanche lutea
Orobanche lutea är en snyltrotsväxtart som beskrevs av Johann Christian Gottlob Baumgarten. Orobanche lutea ingår i släktet snyltrötter, och familjen snyltrotsväxter. Inga underarter finns listade i Catalogue of Life.

## Bildgalleri

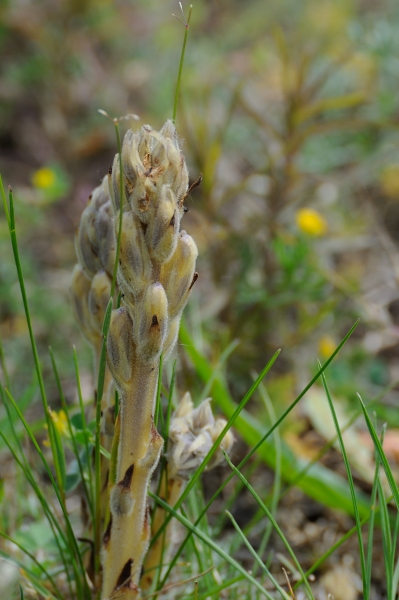
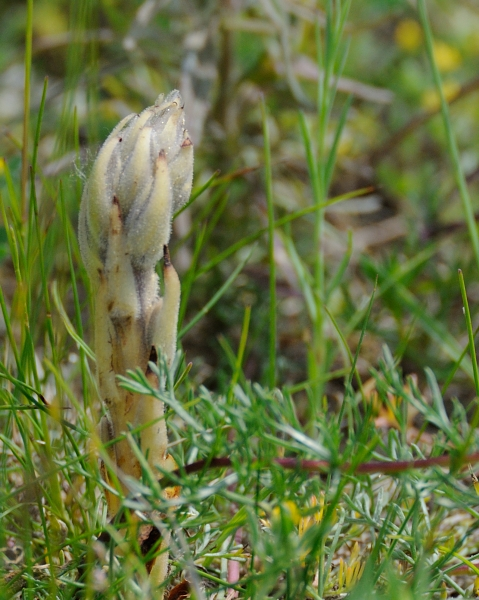
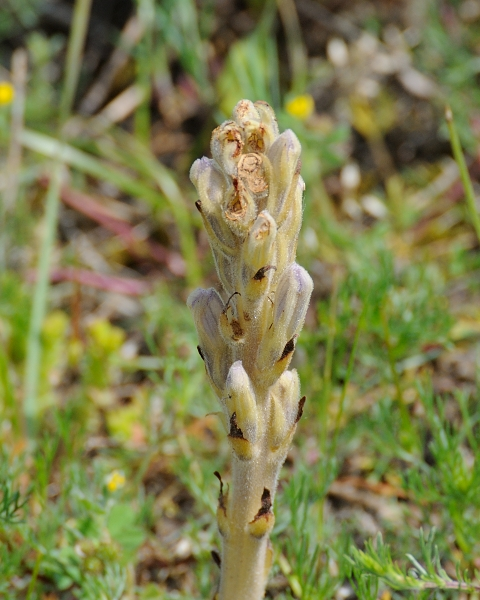
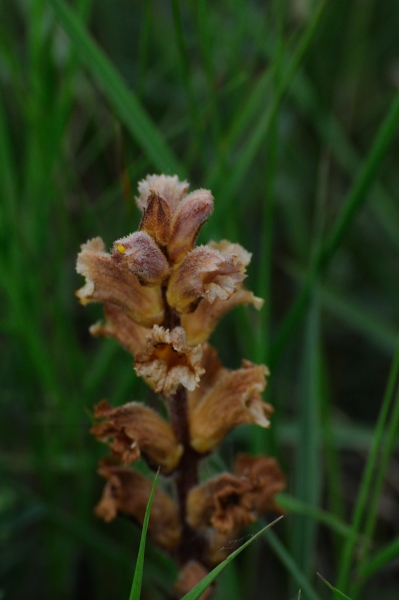
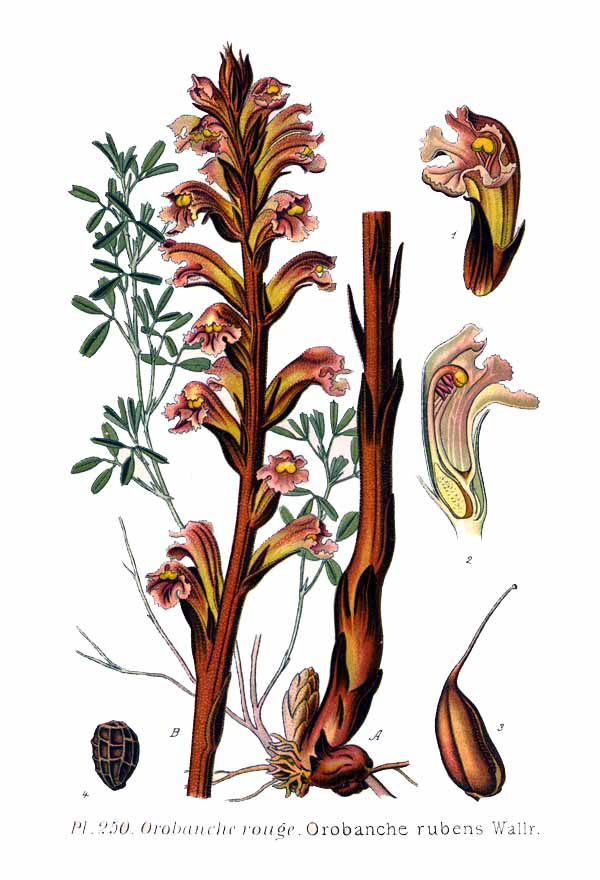
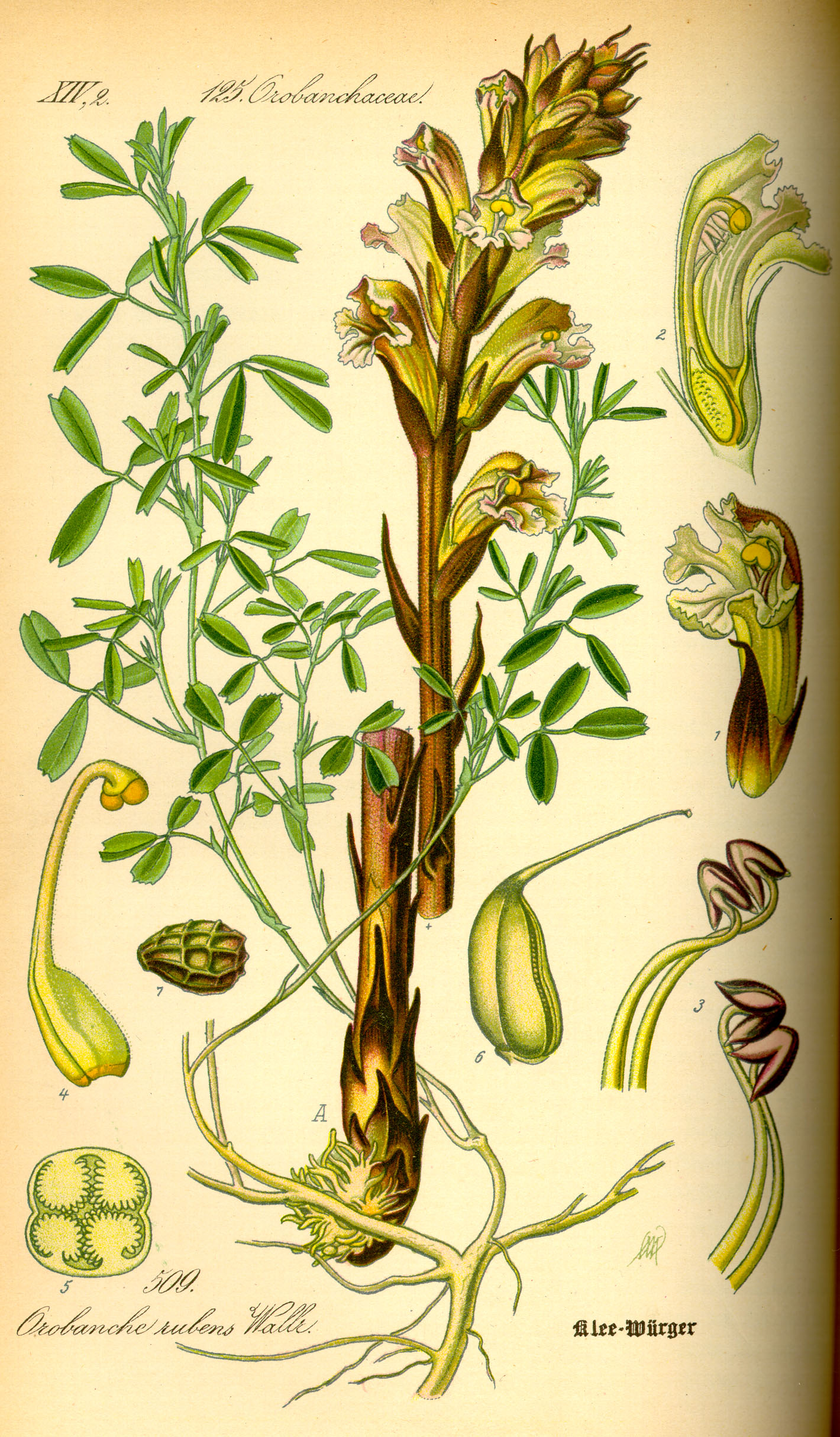